# Graham Joyce
Graham William Joyce (ur. 22 października 1954 w Keresley, Anglia, zm. 9 września 2014) – brytyjski pisarz science-fiction, laureat wielu nagród za powieści, jak i opowiadania.
Wychował się w małej wiosce górniczej na obrzeżach Coventry w rodzinie robotniczej. Po zakończeniu Bishop Lonsdale College w 1977 i University of Leicester w 1980, Joyce pracował w National Association of Youth Clubs do roku 1988. biskupa Lonsdale College w 1977 r. i magistra na University of Leicester w 1980 roku, Joyce pracował jako urzędnik młodzieży National Association of Youth Clubs do 1988 roku. Opuścił posadę i przeprowadził się na greckie wyspy Lesbos i Kretę aby pracować nad swoją pierwszą nowelą, Dreamside. Po sprzedaży Dreamside dla Pan Books w 1991, Joyce wrócił do Anglii kontynuując karierę jako zawodowy pisarz.
Graham Joyce mieszkał w Leicester wraz z żoną, Suzanne Johnsen, oraz dziećmi, Josephem i Ellą. Uczył kreatywnego pisarstwa na Nottingham Trent University.